# Hansell Araúz
Hansell Araúz Ovares (Puntarenas, 9 augustus 1989) is een Costa Ricaans voetballer die als middenvelder speelt voor Deportivo Saprissa in de Primera División.

## Clubcarrière
In 2010 debuteerde bij Club Deportivo Barrio Mexico, hierna ontstond een zwerftocht langs verschillende clubs in Costa Rica en één in Turkije. Sinds 2014 speelt hij in eigen land bij de topclub Deportivo Saprissa.

## Interlandcarrière
In mei 2014 maakte bondscoach Jorge Luis Pinto bekend Araúz te selecteren in de voorlopige selectie voor het wereldkampioenschap in Brazilië. Hij speelde echter voorafgaand aan deze selectie nog geen enkele interland.